# Талачка криза у московском театру
Талачка криза у московском театру, терористички напад на Дубровку (рус. Террористи́ческий акт на Дубровке), или опсада Норд оста, догодила се 23. октобра 2002. године када су театар Дубровка у Москви, приликом извођења мјузикла Норд ост, изненада напали између четрдесет и педесет наоружаних чеченских терориста који су заробили 916 особа при чему је настрадало најмање њих 130. Напад је организовао чеченски исламистички сепаратистички покрет, ИПОН, под вођством Мовсара Барајева, који је захтевао повлачење руских оружаних снага из Чеченије и прекид Другог чеченског рата.
Нападачи су били наоружани јуришним пушкама и имали су више експлозива, а онај најразорнији су поставили на средину гледалишта. Припадници спецназа из Федералне службе безбедности (ФСБ) — тачније групе Алфа и Вимпел — подржани од јединице Министарства унутрашњих послова, СОБР, упумпали су омамљујући гас у вентилациони систем зграде и кренули су у акцију спасавања.
Свих четрдесет терориста је ликвидирано а најмање 130 талаца је страдало током акције услед деловања отровне супстанце која је била део гаса пуштеног у театар. На питање о томе који је тачно гас био коришћен, руске власти никада нису дале одговор. Данас се верује да је у питању био дериват фентанила, као што је карфентанил.